# Puchar Zdobywców Pucharów w piłce siatkowej (1975/1976)
Puchar Europy Zdobywców Pucharów siatkarzy 1975/1976 – 4. sezon Puchar Europy Zdobywców Pucharów rozgrywanego od 1972 roku, organizowanego przez Europejską Konfederację Piłki Siatkowej (CEV) w ramach europejskich pucharów dla męskich klubowych zespołów siatkarskich „starego kontynentu”.

## Drużyny uczestniczące
| Państwo        | Drużyna                    |
| -------------- | -------------------------- |
| Austria        | Sokol Wiedeń               |
| Belgia         | Red Star Leuven            |
| Bułgaria       | CSKA Sofia                 |
| Czechosłowacja | Červená hviezda Bratysława |
| Francja        | Racing Club de France      |
| Grecja         | Iraklis Saloniki           |
| Hiszpania      | Real Madryt                |
| Holandia       | Bouwlust Orawi             |
| Izrael         | Hapoel Chanita             |
| Jugosławia     | Partizan Belgrad           |
| NRD            | SS Fortuna Bonn            |
| Szwajcaria     | Voléro Zurych              |
| Turcja         | Sigorta Ankara             |
| Włochy         | Klippan Turyn              |

## 1/8 finału
| Data | Drużyna 1                  | Wynik | Drużyna 2                  | Sety |
| ---- | -------------------------- | ----- | -------------------------- | ---- |
|      | Klippan Turyn              |       | Hapoel Hanita              |      |
|      | Hapoel Hanita              |       | Klippan Turyn              |      |
|      |                            |       |                            |      |
|      | Červená hviezda Bratysława |       |                            |      |
|      |                            |       | Červená hviezda Bratysława |      |
|      |                            |       |                            |      |
|      | Real Madryt                | 3:0   | Partizan Belgrad           |      |
|      | Partizan Belgrad           | 3:0   | Real Madryt                |      |
|      |                            |       |                            |      |
|      | Voléro Zurych              |       |                            |      |
|      |                            |       | Voléro Zurych              |      |
|      |                            |       |                            |      |
|      | SS Fortuna Bonn            | 1:3   | CSKA Sofia                 |      |
|      | CSKA Sofia                 | 3:0   | SS Fortuna Bonn            |      |
|      |                            |       |                            |      |
|      | Bouwlust Orawi             |       |                            |      |
|      |                            |       | Bouwlust Orawi             |      |
|      |                            |       |                            |      |
|      | Iraklis Saloniki           | 3:2   | Racing Club de France      |      |
|      | Racing Club de France      | 3:1   | Iraklis Saloniki           |      |
|      |                            |       |                            |      |
|      | Sokol Wiedeń               | 3:1   | Sigorta Ankara             |      |
|      | Sigorta Ankara             | 3:1   | Sokol Wiedeń               |      |

## Faza grupowa

### Grupa A
Turyn
Wyniki
| Data  | Drużyna 1                  | Wynik | Drużyna 2                  | Sety                           |
| ----- | -------------------------- | ----- | -------------------------- | ------------------------------ |
| 08.03 | Červená hviezda Bratysława | 3:0   | Voléro Zurych              |                                |
| 08.03 | Klippan Turyn              | 3:0   | Partizan Belgrad           | 15:9, 15:3, 15:1               |
|       |                            |       |                            |                                |
| 09.03 | Klippan Turyn              | 3:0   | Voléro Zurych              | 15:2, 15:5, 15:5               |
| 09.03 | Červená hviezda Bratysława | 3:0   | Partizan Belgrad           | 15:7, 15:5, 15:10              |
|       |                            |       |                            |                                |
| 10.03 | Partizan Belgrad           | 3:0   | Voléro Zurych              |                                |
| 10.03 | Klippan Turyn              | 3:2   | Červená hviezda Bratysława | 15:9, 11:15, 15:4, 15:17, 15:8 |

Tabela
| Lp. | Drużyna                    | Pkt | Mecze | Mecze | Mecze | Sety | Sety | Sety  |
| Lp. | Drużyna                    | Pkt | M     | W     | P     | wyg. | prz. | ratio |
| --- | -------------------------- | --- | ----- | ----- | ----- | ---- | ---- | ----- |
| 1   | Klippan Turyn              | 6   | 3     | 3     | 0     | 9    | 2    | 4.500 |
| 2   | Červená hviezda Bratysława | 5   | 3     | 2     | 1     | 8    | 6    | 1.333 |
| 3   | Partizan Belgrad           | 4   | 3     | 1     | 2     | 3    | 6    | 0.500 |
| 4   | Voléro Zurych              | 3   | 3     | 0     | 3     | 0    | 9    | 0.000 |

Źródło: 
Zasady ustalania kolejności: 1. liczba zdobytych punktów; 2. wyższy stosunek setów; 3. wyższy stosunek małych punktów.
Punktacja: zwycięstwo – 2 pkt; porażka – 1 pkt

### Grupa B
Dordrecht
Wyniki
| Data  | Drużyna 1             | Wynik | Drużyna 2             | Sety                   |
| ----- | --------------------- | ----- | --------------------- | ---------------------- |
| 12.03 | Bouwlust Orawi        | 3:1   | Racing Club de France | 15:6, 8:15, 15:5, 15:7 |
| 12.03 | CSKA Sofia            | 3:0   | Sigorta Ankara        | 15:0, 15:4, 15:7       |
|       |                       |       |                       |                        |
| 13.03 | CSKA Sofia            | 3:0   | Racing Club de France |                        |
| 13.03 | Bouwlust Orawi        | 3:0   | Sigorta Ankara        | 15:4, 15:6, 15:8       |
|       |                       |       |                       |                        |
| 14.03 | Racing Club de France | 3:0   | Sigorta Ankara        |                        |
| 14.03 | CSKA Sofia            | 3:0   | Bouwlust Orawi        | 15:10, 15:8, 15:9      |

Tabela
| Lp. | Drużyna               | Pkt | Mecze | Mecze | Mecze | Sety | Sety | Sety  |
| Lp. | Drużyna               | Pkt | M     | W     | P     | wyg. | prz. | ratio |
| --- | --------------------- | --- | ----- | ----- | ----- | ---- | ---- | ----- |
| 1   | CSKA Sofia            | 6   | 3     | 3     | 0     | 9    | 0    | MAX   |
| 2   | Bouwlust Orawi        | 5   | 3     | 2     | 1     | 6    | 4    | 1.500 |
| 3   | Racing Club de France | 4   | 3     | 1     | 2     | 4    | 6    | 0.667 |
| 4   | Sigorta Ankara        | 3   | 3     | 0     | 3     | 0    | 9    | 0.000 |

Źródło: 
Zasady ustalania kolejności: 1. liczba zdobytych punktów; 2. wyższy stosunek setów; 3. wyższy stosunek małych punktów.
Punktacja: zwycięstwo – 2 pkt; porażka – 1 pkt

## Turniej finałowy
Bratysława
Wyniki
| Data  | Drużyna 1                  | Wynik | Drużyna 2                  | Sety                      |
| ----- | -------------------------- | ----- | -------------------------- | ------------------------- |
| 02.04 | Klippan Turyn              | 3:1   | Bouwlust Orawi             | 15:11, 15:12, 8:15, 15:9  |
| 02.04 | CSKA Sofia                 | 3:1   | Červená hviezda Bratysława | 15:8, 15:17, 15:13, 16:14 |
|       |                            |       |                            |                           |
| 03.04 | CSKA Sofia                 | 3:1   | Klippan Turyn              | 11:15, 15:3, 15:12, 15:8  |
| 03.04 | Červená hviezda Bratysława | 3:0   | Bouwlust Orawi             | 16:14, 15:11, 15:12       |
|       |                            |       |                            |                           |
| 04.04 | Červená hviezda Bratysława | 3:1   | Klippan Turyn              | 15:10, 6:15, 16:14, 15:13 |
| 04.04 | CSKA Sofia                 | 3:0   | Bouwlust Orawi             | 15:5, 15:13, 15:12        |

Tabela
| Lp. | Drużyna                    | Pkt | Mecze | Mecze | Mecze | Sety | Sety | Sety  |
| Lp. | Drużyna                    | Pkt | M     | W     | P     | wyg. | prz. | ratio |
| --- | -------------------------- | --- | ----- | ----- | ----- | ---- | ---- | ----- |
| 1   | CSKA Sofia                 | 6   | 3     | 3     | 0     | 9    | 2    | 4.500 |
| 2   | Červená hviezda Bratysława | 5   | 3     | 2     | 1     | 7    | 4    | 1.750 |
| 3   | Klippan Turyn              | 4   | 3     | 1     | 2     | 5    | 7    | 0.714 |
| 4   | Bouwlust Orawi             | 3   | 3     | 0     | 3     | 1    | 9    | 0.111 |

Źródło: 
Zasady ustalania kolejności: 1. liczba zdobytych punktów; 2. wyższy stosunek setów; 3. wyższy stosunek małych punktów.
Punktacja: zwycięstwo – 2 pkt; porażka – 1 pkt

## Klasyfikacja końcowa
| Miejsce | Drużyna                    |
| ------- | -------------------------- |
| złoto   | CSKA Sofia                 |
| srebro  | Červená hviezda Bratysława |
| brąz    | Klippan Turyn              |
| 4.      | Bouwlust Orawi             |